# Антиподски пингвин
Антиподски пингвин (лат. Eudyptes sclateri) је пингвин који живи на Новом Зеланду.

## Опис
Антиподски пингвини су пингвини средње величине, са жутом ћубом, висине 50-70cm и тежине 2.5-6 kg. Горњи део тела му је плаве боје која се прелива у црну и истачкан је белим перјем, а доњи део тела је беле боје. Очи су му жуто-браон боје. Такође, у корену црвено-смеђег кљуна му се види ружичаста кожа.
Антиподски пингвини организују велике колоније на стеновитим обалама. Омиљена храна су им крил и лигње.
Име у биноминалној номенклатури је добио по британском зоологу Филипу Склатеру .

## Распрострањеност
Гнезди се на Баунти и Антиподским острвима. Међутим, индивидуалне јединке могу се срести и на Фолкландским острвима, Аргентини, Антарктику и Аустралији.

## Угрожена врста
Популација Антиподских пингвина драстично опада заднјих пет деценија највише због смањења простора за гнеждење (сведено на две локације). Тренутна популација је око 130.000-140.000 јединки и зато је додат на Црвеној листи IUCN-а угрожених врста, где имају статус EN (угрожени таксон).
Маскотни лик у аними Neon Genesis Evangelion је Антиподски пингвин који се зове Пен Пен.